# Tkalec
Tkalec is een plaats in de gemeente Breznica in de Kroatische provincie Varaždin. De plaats telt 111 inwoners (2001).